# Main Point Pankrác
Main Point Pankrác je nízkoenergetická kancelářská budova na Pankráci z roku 2018. Konkrétně stojí na adrese Milevská ulice č. 2095 v městské části Praha 4, umístěná mezi dalšími novostavbami na Pankrácké pláni, mrakodrapy V Tower, City Tower a Panorama Hotel. 

## Historie

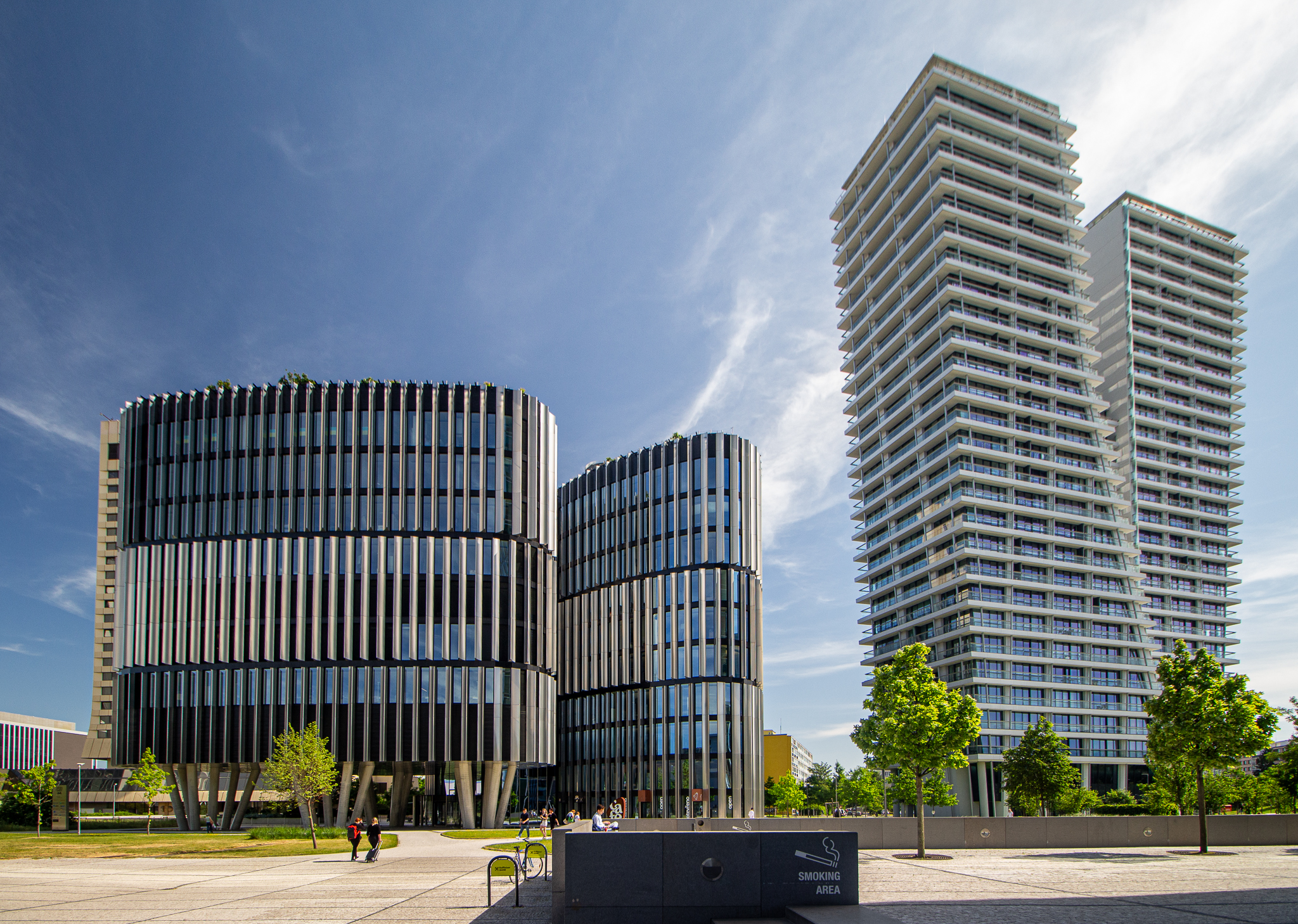
Budova Main Point a V Tower, nejvyšší dům v Praze

Budova byla postavena mezi roky 2016 až 2018, investorem byla firma PSJ Invest, která v budově také sídlí. Tato nízkoenergetická budova bude mít certifikát LEED v nejvyšším stupni Platinum.
Zastavěná plocha je 5 676 metrů čtverečních, přičemž obsahuje 23 500 m² kancelářských a obchodních ploch, dále 406 parkovacích míst. Devítipatrový komplex má výšku 40 metrů, půdorysem je pět zaoblených trojúhelníků, díky kterým budova působí organicky. Fasáda čistí okolní ovzduší díky speciální technologii, která je výkonná přibližně jako kdyby se zde zasadilo 100 stromů. Na střeše je zahrada. Návrh vytvořil český architektonický ateliér DaM. Generálním dodavatelem stavby byla firma PSJ.
V budově k roku 2019 sídlí zubní klinika Schill Dental Clinic, Unipetrol, Benzina, Trask, Dimension Data, Česká kancelář pojistitelů, EOH Europe, Česká asociace pojišťoven a další.